# Mojo Gurus
Mojo Gurus è il quarto album in studio del gruppo musicale statunitense Roxx Gang, pubblicato nel 1998.

## Tracce
1. Tiger Lily
2. Strawberry Wine
3. Blues For Maryjane
4. Mojo Guru
5. I Walk Alone
6. Rave On
7. Magic Carpet Ride
8. Baddest Mother's Son
9. Gotta Move
10. Ballad For A Blue Guru
11. Come On Into My Kitchen
12. Shine A Light
13. This Little Light Of Mine
14. Daddy's Farm
15. Red Rose

## Formazione
- Kevin Steele - voce, armonica, armonica
- Stacey Blades - chitarra, voce
- Jeff Vitolo - chitarra
- Vinnie Granese - basso
- Tommy Weder - batteria, tastiere, piano, Corda